# Ковалёвское кладбище
Ковалёвское кла́дбище — действующее кладбище, расположенное на территории Всеволожского района Ленинградской области близ восточной границы Красногвардейского района Санкт-Петербурга. Название кладбища связано с расположенным южнее посёлком Ковалёво.
Ковалёвский некрополь был открыт согласно указу Ленгорисполкома в сентябре 1984 года, первое захоронение произошло 7 сентября 1984 года. Площадь кладбища составляет 110 га, оно разбито на 50 номинальных участков и имеет перспективу дальнейшего расширения.
По своему статусу кладбище является открытым и позволяет осуществлять различные виды погребений умерших — как на свободные места, так и в родственные могилы и ограды. Ежегодно осуществляется около 6000 таких погребений, ещё 1500 составляют захоронения урн с прахом умерших. Кроме того, здесь захоранивают за государственный счёт не востребованных родственниками умерших (около 150 в месяц).
В 1995 году по просьбе настоятеля церкви Петра и Павла с согласия митрополита Санкт-Петербургского и Ладожского  Иоанна на кладбище была воздвигнута часовня. В 1997 году построено деревянное здание церкви Святителей Геннадия и Евфимия, архиепископов Новгородских. По обращениям исполнительных органов религиозных общин Петербурга на Ковалёвском кладбище были открыты мусульманский и еврейский участки.
На основании распоряжения губернатора Санкт-Петербурга от 28 октября 1998 г. «О создании воинских участков и воинского мемориального кладбища в Санкт-Петербурге» введён в эксплуатацию воинский участок для погребения военнослужащих.
На кладбище похоронены рок-музыкант Александр Башлачёв и учёный, расшифровавший письменность майя, Юрий Кнорозов.

## Координаты
Адрес: 188640, Ленинградская обл., Всеволожский р-н, пос. Ковалёво.